# Азарапінська сільська рада
Азара́пінська сільська рада (рос. Азарапинский сельский совет) — сільське поселення у складі Наровчатського району Пензенської області Росії.
Адміністративний центр — село Азарапіно.

## Населення
Населення — 280 осіб (2019; 343 в 2010, 410 у 2002).

## Склад
До складу сільської ради входять:
| Населений пункт | Населення, осіб (2002) | Населення, осіб (2010) |
| --------------- | ---------------------- | ---------------------- |
| Азарапіно, село | 332                    | 273                    |
| Ачасьєво, село  | 78                     | 70                     |